# Pievepelago
Pievepelago (emilián nyelven Pivpélegh vagy La Piéva) település Olaszországban, Emilia-Romagna régióban, Modena megyében. Lakosainak száma 2151 fő (2023. január 1.). Pievepelago Castiglione di Garfagnana, Fiumalbo, Frassinoro, Pieve Fosciana, Riolunato, Barga, Coreglia Antelminelli és Fosciandora községekkel határos.

## Népesség
A település lakossága az elmúlt években az alábbi módon változott:
| Lakosok száma | 2271 | 2317 | 2151 |
|               | 2017 | 2018 | 2023 |